# Florian Le Roy
Florian Le Roy, né le 16 mai 1901 à Pléneuf-Val-André (Côtes-du-Nord) et mort le 6 mars 1959 à Paris, est un journaliste et écrivain français.

## Biographie
Florian Le Roy est le secrétaire-trésorier de l'Académie de Bretagne et membre de l'Institut celtique de Bretagne en 1941.

## Publications
- Bonne sœur des chemins, 1927, prix de la Société des gens de lettres.
- Vieilles cours et vieux toits de Rennes, présentation de Florian Le Roy, bois gravés  par Théophile Lemonnier, 1931[2].
- Guénolé, 1935.
- Les Châteaux de Bretagne, avant-propos d'Alphonse de Chateaubriant, illustrations de Pierre Le Trividic, Rouen, Éditions H. Defontaine, 1936.
- Pays de Bretagne, 1937, prix du tourisme breton.
- « Pour une génération d'artistes », L'Ouest-Éclair, article sur les élèves de l'école des beaux-arts de Rennes, 1942[source insuffisante].
- Vieux métiers bretons, illustrations de Mathurin Méheut, 1944 ; réédition 2011  (ISBN 978-2-84346-444-7).
- L'Oiseau volage, 1946, Prix Cazes.
- En passant par la Bretagne, illustrations de Pierre Péron et Xavier de Langlais, 1948.
- Bretagne des Saints, illustrations de Jos Le Doaré, 1948.
- La seconde mort, 1950, Éditions de Flore - Pierre Horay.
- Les Côtes de Bretagne, illustrations de Pierre Le Trividic, Rouen, Éditions H. Defontaine.
- « Le Péché d'être heureux », roman, dans la revue littéraire mensuelle Les œuvres libres, volume 169.